# Comisión Española de Ayuda al Refugiado
La Comisión Española de Ayuda al Refugiado (CEAR) es una ONG española fundada en 1979. Sus principales objetivos se basan en defender los derechos de las personas refugiadas, apátridas o migrantes que necesitan protección internacional o se encuentran en riesgo de exclusión social. A lo largo de más de cuatro décadas, CEAR ha trabajado en la defensa y promoción del derecho de asilo en España con el objetivo de avanzar en su reconocimiento y de garantizar el acceso a la protección internacional. 
CEAR trabaja en la acogida, la inclusión social, la atención psicológica, la defensa jurídica y la denuncia de vulneraciones de derechos de las personas refugiadas. Durante el año 2018 atendió a cerca de 32.000 personas de 120 nacionalidades y más de 4.000 fueron acogidas en alguna de las 1.727 plazas con las que cuenta la organización en este momento en la Comunidad de Madrid, Cataluña, País Vasco, Comunidad Valenciana, Andalucía, Navarra y Canarias.

## Historia

### Orígenes
En la década de los 70, un grupo de personas formada por Joaquín Ruiz Giménez, Juan José Rodríguez Ugarte, María Jesús Arsuaga y Carmen de Victory, con el apoyo de organizaciones sociales de la época, comenzaron a trabajar en la clandestinidad a favor de las personas refugiadas. A partir de 1977, en plena Transición española, la llegada de personas refugiadas se multiplicó. Principalmente procedían de Uruguay, Chile y Argentina, países sometidos a dictaduras militares que suprimieron las libertades y conculcaron de manera sistemática los derechos humanos. Fue entonces cuando se sentaron las bases para la fundación de CEAR el 7 de mayo de 1979, con la participación en la Asamblea General de:
- Asociación Pro Derechos Humanos de España.
- Club de Amigos de la UNESCO.
- Instituto de Estudios Políticos para América Latina y África (IEPALA).
- Partido Comunista de España.
- Partido Socialista Obrero Español.
- Unión de Centro Democrático.
- Comisiones Obreras.
- Unión General de Trabajadores.
- Unión Sindical Obrera.
- Asociación Musulmana de España.
- Iglesia Evangélica Española.[6]

Entre las personas fundadoras de la entidad había constitucionalistas, que trabajaron para que la Constitución española incorporase el derecho de asilo en su artículo 13.4 y que España ratificara en 1978 la Convención sobre el Estatuto de los Refugiados de las Naciones Unidas y el Protocolo de Nueva York, marcos internacionales que regulan desde entonces este derecho humano.
Justino de Azcárate, diputado republicano en 1931 y senador por designación real en las Cortes Constituyentes de 1977, quien vivió un largo exilio en Venezuela, fue el primer presidente de CEAR y Juan José Rodríguez Ugarte, el primer secretario general. CEAR inició su andadura con profesionales que eran principalmente personas refugiadas, como el abogado argentino Andrés López y la letrada uruguaya María Elena Martínez, mientras que Liliana Píriz y la argentina Carmen de la Cruz formaron el primer equipo de acogida.
La Agencia de la ONU para los Refugiados (ACNUR) y France Terre d’Asile avalaron a CEAR, que pronto se vinculó también al Consejo Europeo de Refugiados y Exiliados (ECRE).

### Década de los 80
CEAR participó en la promulgación de la primera Ley de asilo de España de 1984. De manera paralela, desde 1983, durante la etapa de Joaquín Almunia como ministro de Trabajo, fue designada junto con Cruz Roja como entidad especializada para gestionar los programas de atención a solicitantes de asilo a través de una partida de los Presupuestos Generales del Estado, iniciándose así una colaboración con la Administración central que llega hasta la actualidad. 
Con los años, CEAR abrió sus primeros Centros de Acogida Temporal (después denominados Centros de Migraciones) en Málaga y Las Palmas; hoy gestiona centenares de plazas en pisos y centros en diversas ciudades, como Getafe, donde actualmente se encuentra el mayor centro de acogida para personas refugiadas de España. Desde los años 80, también impulsó la apertura de sus delegaciones territoriales, que ofrecieron los diversos servicios de atención y ayuda a personas refugiadas en el ámbito local, con la cooperación de autoridades autonómicas y municipales.
En 1988, CEAR impulsó el Consejo de Apoyo a los Refugiados en el marco de la campaña “Refugiados en el Mundo”, una de sus primeras acciones de sensibilización. Estuvo presidido por la Reina Doña Sofía y contó también con la participación de ACNUR, así como de empresarios, abogados, personalidades de la cultura y de la sociedad civil, entre los que cabría mencionar a Marcelino Camacho, entonces presidente de Comisiones Obreras (CC.OO.). El Consejo tenía por objetivo promover y financiar programas de cooperación en favor de personas refugiadas que residían en países de economía empobrecida y precaria, que acogen a la inmensa mayoría de las personas que tienen que huir de sus países. 
Así, pudo ampliar su trabajo a favor de las personas refugiadas fuera de España. Intervino en Guatemala, Oriente Medio (Jordania, Líbano y territorios palestinos ocupados), en el Sáhara Occidental, con las personas desplazadas afectadas por las inundaciones en Mozambique y en la defensa de las víctimas del genocidio en Ruanda.

### Década de los 90
Juan María Bandrés fue presidente de CEAR entre 1992 y 1997. Durante este periodo, junto con el Movimiento por la Paz, el Desarme y la Libertad (MPDL), promovió y articuló la acogida en España de más de 2.500 personas refugiadas bosnias, evacuadas desde diferentes territorios afectados por la guerra de los Balcanes. Su llegada logró desde el primer momento un gran despliegue de solidaridad de la sociedad civil y el apoyo de comunidades autónomas y ayuntamientos. Además, en 1992, incide para que el Gobierno español ponga en marcha la Oficina de Asilo y Refugio (OAR), que será desde entonces la autoridad encargada de estudiar las peticiones de asilo en España.
En 1997, se constituyó la Fundación CEAR, que en su primera etapa presidió Adolfo Suárez, expresidente del Gobierno de España. Ese mismo año, Álvaro Gil-Robles, posteriormente elegido Comisario de Derechos Humanos del Consejo de Europa, relevó a Juan María Bandrés en la presidencia de CEAR.
En 1999, CEAR fue una de las organizaciones que participó en la acogida de casi 1.500 personas de origen albanokosovar, que fueron trasladadas directamente desde Macedonia en el marco de un acuerdo del Gobierno español y otros países europeos.

### sigloXXI
A lo largo de este siglo, la labor de CEAR se ha centrado en garantizar la protección internacional de las personas llegan a España huyendo de sus países por conflictos armados, persecuciones y amenazas. Asimismo, ha denunciado las políticas migratorias europeas que impiden llegar a estas personas a través de vías legales y seguras para evitar muertes en rutas como el Mediterráneo, en la que más de 38.000 migrantes han perdido la vida este siglo.
El trabajo de CEAR, junto a otros actores de la sociedad civil, fue determinante para lograr que la persecución por motivos de género y de orientación de sexual fuese reconocida en la legislación española como merecedora de protección internacional.
En los últimos años, ha reclamado a los países europeos que cumplan con sus compromisos de reubicación y reasentamiento, un mecanismo de solidaridad por el cual se traslada a las personas refugiadas desde los principales países de llegada al continente europeo (Italia y Grecia) y desde países vecinos a crisis humanitarias como las de Siria (Líbano, Jordania o Turquía, principalmente).  CEAR tuvo un papel particularmente activo en exigir que se cumpla en un plazo máximo de dos años la acogida de los refugiados destinados a España.
En 2014 se personó como acusación popular ante las 14 muertes y una desaparición de personas migrantes en la playa de El Tarajal, tras el uso de material antidisturbios por parte de las fuerzas y cuerpos de seguridad española. También denunció ante varios organismos europeos del acuerdo UE-Turquía de 2016 con el apoyo de miles de firmas ciudadanas y la adhesión de cientos de organizaciones sociales. Asimismo, es una de la ONG que ha llevado las “devoluciones en caliente” de Ceuta y Melilla ante el Tribunal Europeo de Derechos Humanos (TEDH), al considerar que son ilegales porque impiden el acceso a solicitar asilo.

## Estructura organizativa
Partidos políticos, sindicatos, confesiones religiosas y otras ONG, así como personas refugiadas, voluntarias, socias y donantes, forman parte de la Asamblea General de CEAR, órgano que toma las decisiones finales de la entidad.
Para lograr sus objetivos, CEAR pone en marcha una doble estrategia de intervención: por una parte, el trabajo directo con las personas (Eje de Intervención); y, por otra, la transformación social (Eje de Incidencia y Participación Social). Cuenta con la publicación anual de Informes sobre personas refugiadas en España y Europa, que representa un documento de referencia en la sensibilización y aportación de datos necesarios para el estudio de la situación de las personas refugiadas y solicitantes de asilo en España y Europa.
Actualmente, la organización cuenta con más de 1.000 personas trabajadoras, y con el apoyo de unas 900 personas voluntarias y más de 70.000 personas simpatizantes.

## Reconocimientos
La labor de CEAR ha sido reconocida con el Premio de Derechos Humanos otorgado por el Consejo General de la Abogacía Española. Al mismo tiempo ha sido calificada por el ACNUR como entidad de referencia en España en la defensa de los derechos y en la atención integral de las personas refugiadas.
Otros reconocimientos destacados son: el Premio Estatal del Trabajo Social 2017 por el que el Consejo General del Trabajo Social reconoce la labor en promover participación y conciencia social; el Premio 8 de marzo de 2017 de la Unión General de Trabajadores (UGT) por la por la campaña ‘Refugio por Género’; o el Premio Canarias Acciones Altruistas y Solidarias 2019 a CEAR Canarias por 33 años de labor en las islas a favor de los derechos de las personas migrantes y refugiadas, entre otros.